# Harold Rhodes
Pour les articles homonymes, voir Rhodes (homonymie).
Harold Rhodes, né le 28 décembre 1910 et mort le 17 décembre 2000, est un inventeur américain. Il est le créateur de l'Army Air Corps Piano, du piano-bass et du célèbre Fender Rhodes qui lui doit en partie son nom.

## Biographie
Harold Burroughs Rhodes est né le 29 décembre 1910 à San Fernando en Californie. Très jeune il écoute du jazz sur le phonographe de son frère. Il fait des études d'architecture à l'Université de Californie du sud, mais doit les abandonner en 1929 à cause de la Grande Dépression. Il commence à enseigner le piano à l'âge de 19 ans, et développe sa propre méthode. Jusqu'en 1940 il gère des studios de piano à New York et Los Angeles. Pendant la deuxième Guerre mondiale il rejoint l'Army Air Corps où il enseigne la musique. En 1942 il construit un clavier de 29 notes à partir de pièces de métal d'un bombardier B-17. Après la guerre il fonde la Rhodes Piano Corporation et construit ce qu'il appelle le pré-piano en 1946. Il dépose en 1948 un brevet concernant l'« asymmetric tuning fork ».

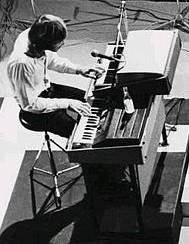
Ray Manzarek des Doors jouant du piano-bass sur scène en 1968

Leo Fender, pionnier de la guitare électrique, rachète son entreprise en 1959, et il construit le piano-bass, équivalent des 32 notes les plus graves d'un piano. Le claviériste des Doors, Ray Manzarek, est un des plus célèbres musiciens à utiliser cet instrument.
CBS rachète l'entreprise en 1965. Travaillant pour CBS, Harald Rhodes crée le Piano à 73 touches appelé Mark I qui combine un clavier et un amplificateur intégré, et qui rencontre un grand succès commercial. Le son de ce piano est inséparable des musiques d'Herbie Hancock, des Doors, de Steely Dan ou Stevie Wonder. Le Mark II est commercialisé à partir de 1979 mais ne porte plus que le nom de Rhodes, l'association avec Fender s'étant arrêtée en 1974.
CBS revend la compagnie à Roland Corporation en 1987, qui commercialise des pianos électriques sous la marque Rhodes, mais Harald Rhodes désapprouve ces modèles et essaie de retrouver ses droits sur ce nom, réussit à racheter sa propre marque en 1997, mais sa santé s'affaiblit, et il meurt trois ans plus tard d'une pneumonie le 17 décembre 2000 quelques jours avant ses 90 ans, à Canoga Park en Californie.

## Galerie

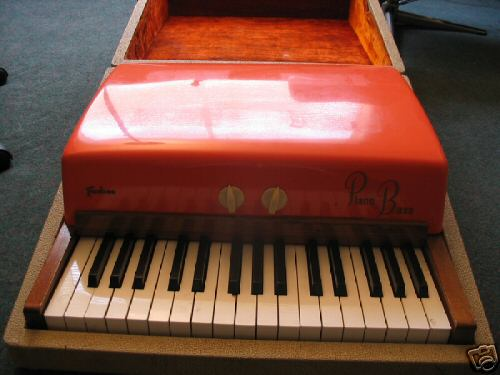
Rhodes piano-bass
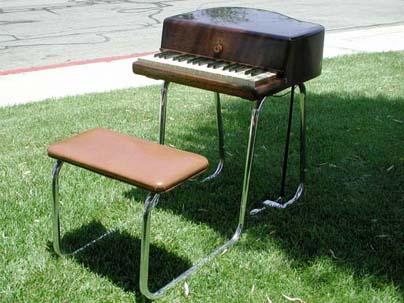
Un Pre-piano
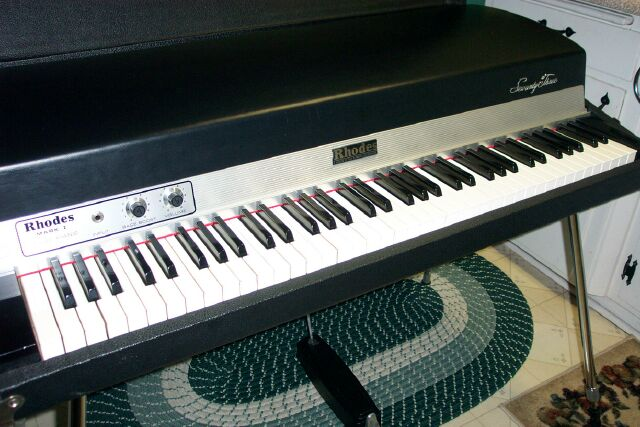
Un Rhodes Mark I
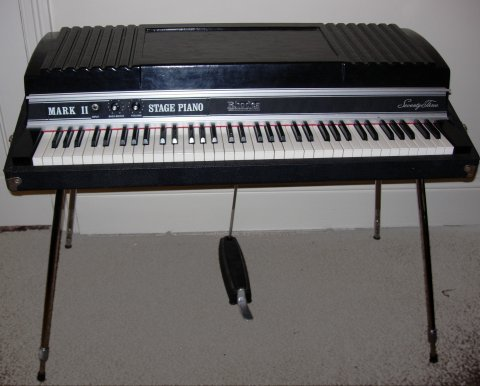
Un Rhodes Mark II
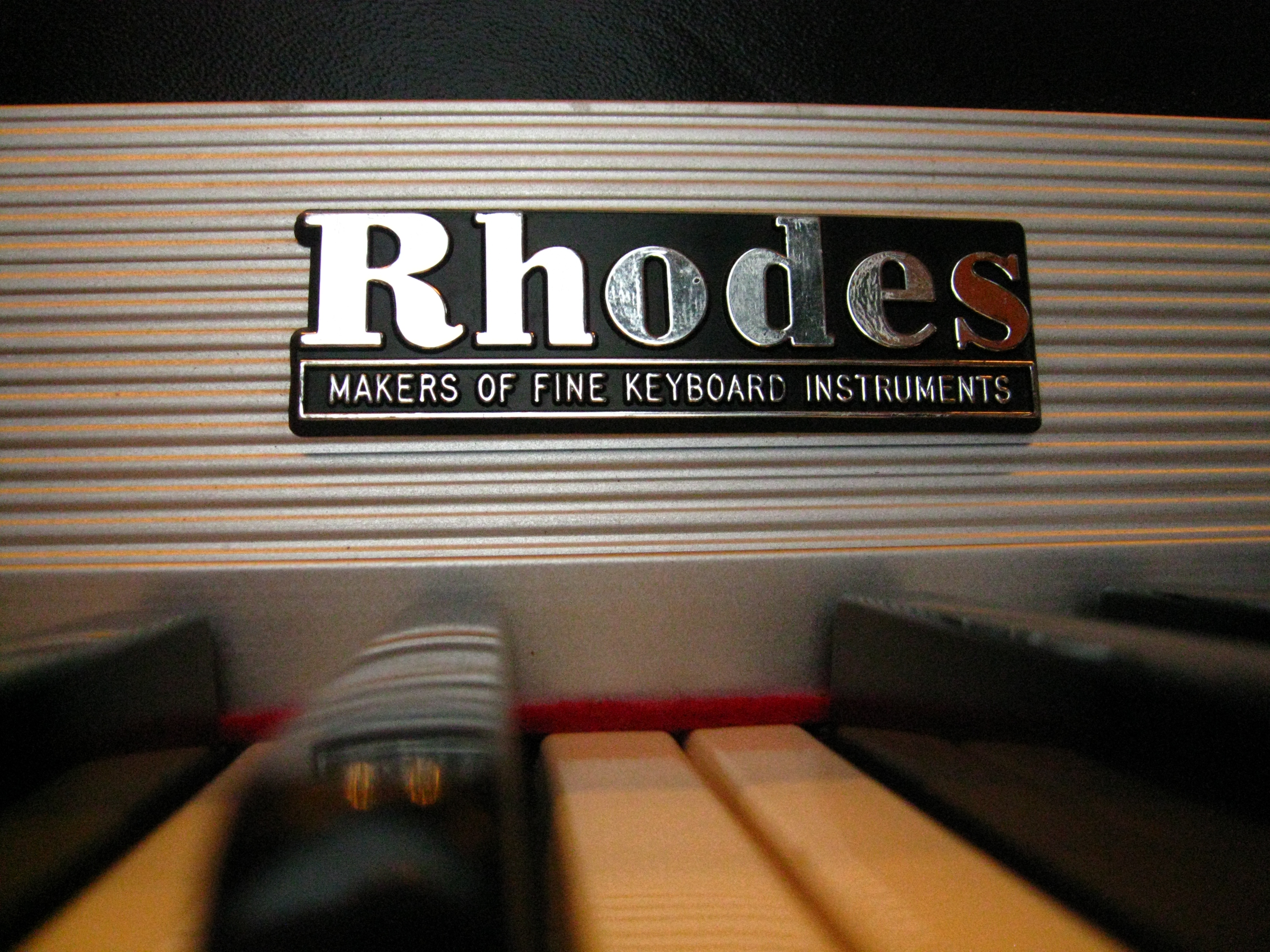
Le logo Rhodes sur un piano